# Ратольд (епископ Страсбурга)
Ратольд (также Ратальд или Радульф; лат. Ratholdus; умер 21 ноября 874) — епископ Страсбурга (не позднее 840—874).

## Биография
О происхождении Ратольда достоверных сведений не сохранилось. На основании ономастических данных предполагается, что он мог быть родственником Агилольфингов. Также в некоторых исторических источниках сообщается, что родиной Ратольда была Саксония.
В списках глав Страсбургской архиепархии Ратольд назван преемником Уто II. Точная дата его восшествия на епископскую кафедру в Страсбурге не установлена: он должен был получить сан между 832 годом (последним достоверным упоминанием о страсбургском епископе Бернольде) и 840 годом. Скорее всего, Ратольд получил в управление епархию в 840 году или немного раньше.
Первое упоминание о Ратольде относится к лету 840 года. Тогда на собранном по инициативе Лотаря I синоде прелатов Франкской империи в Ингельхайме он подписал хартию о восстановлении в сане бывшего архиепископа Реймса Эббона, в 835 году изгнанного из своей архиепархии императором Людовиком I Благочестивым. В этом документе Ратольд упомянут как «presbyter, vocatus episcopus». Это свидетельствует о том, что к тому времени он ещё не прошёл церемонию своей интронизации.
29 июля того же года во время пребывания в Страсбурге император Лотарь I по просьбе Ратольда подтвердил право уполномоченным епископа вести беспошлинную торговлю по всей территории Франкской империи.
Неизвестно, кого из франкских монархов — Лотаря I, Людовика II Немецкого или Карла II Лысого — поддерживал Ратольд во время гражданской войны 840—842 годов. Вероятно, епископ пользовался уважением всех трёх правителей, и это сыграло большую роль в том, что именно в Страсбурге 14 февраля 842 года был заключён союз королей Карла II и Людовика II, направленный против их брата Лотаря I.
После Верденского раздела 843 года Ратольд оказался в затруднительном положении: хотя территория Страсбургской епархии была включена в Средне-Франкское королевство Лотаря I, в церковном плане она была суффраганом Майнцской архиепархии, входившей в состав Восточно-Франкского королевства Людовика II Немецкого. Несмотря на это, в 840-е — 850-е годы Ратольду удавалось поддерживать хорошие отношения с обоими монархами. В том числе, 30 марта 856 года во Франкфурте-на-Майне Людовик II Немецкий подтвердил иммунитет страсбургского духовенства от власти светских лиц, который епархия получила от императора Людовика I Благочестивого.
В труде историка XVIII века Ф.-А. Грандидье сообщается, что Ратольд участвовал в проходивших в Майнце синодах: церковном соборе 1 октября 847 года и церковном соборе 1 октября 848 года. На первом из них обсуждались вопросы церковного права. На втором по инициативе майнцского архиепископа Рабана Мавра было осуждено учение Готшалька из Орбе о предопределении. Однако в известных теперь средневековых источниках о присутствии епископа Страсбурга на этих синодах не упоминается.
По просьбе Ратольда папа Бенедикт III принял в Риме уличённого в отцеубийстве жителя Страсбурга. Наместник Святого Престола подтвердил виновность прибывшего и наложил на того наказание. Хотя преступнику была сохранена жизнь, он в течение двенадцати лет должен был быть ограничен в правах.
Предполагается, что после смерти Лотаря I в 855 году Ратольд был среди тех прелатов, которые высказывались за присоединение Эльзаса к Восточно-Франкскому королевству. Хотя по Прюмскому договору Эльзас вошёл во владения Лотаря II, епископ продолжил поддерживать тесные связи с правителем восточных франков Людовиком II Немецким. В 856 году Ратольд ездил во Франкфурт ко двору этого монарха, и получил от него подтверждение всех привилегий, которые дал Страсбургской епархии Людовик I Благочестивый. Вероятно, что полное признание Ратольдом над собой власти Лотаря II произошло только незадолго до 860 года.
Ратольд 14 июня 859 года вместе с другими прелатами Западно-Франкского королевства, Лотарингии и Бургундии участвовал в синоде в Савоньере. Кроме церковных персон, на нём присутствовало и множество светских лиц, включая королей Лотаря II, его брата Карла Прованского и Карла II Лысого. Кроме церковных вопросов, участники собора рассмотрели обвинения в государственной измене, выдвинутые правителем Западно-Франкского государства против архиепископа Санса Венилона.
22 октября 860 году Ратольд присутствовал на церковном соборе в Туси, на котором разбиралась тяжба между графом Тулузы Раймундом I и графом Клермона Этьеном. Всего в соборе участвовали пятьдесят семь прелатов (включая сорок епископов) из четырнадцати митрополий.
Как подданный Лотаря II Ратольд в первой половине 864 года участвовал в походе короля против викингов, о чём сам епископ упомянул в письме к папе римскому Николаю I.
В начале 860-х годов Ратольд упоминается среди наиболее деятельных франкских прелатов, поддержавших развод Лотаря II с Теутбергой. В то время епископ Страсбурга участвовал в нескольких синодах, на которых обсуждался этот вопрос: в том числе, в Ахенском соборе 29 апреля 862 года и Мецском соборе июня 863 года. В качестве уполномоченного он ездил в Рим, где передал папе Николаю I принятые этими синодами постановления о праве Лотаря II вступить в брак с Вальдрадой. Однако папа римский отказался признать законность развода. После этого Ратольд изменил своё мнение, как и большинством епископов Лотарингии осудив действия Лотаря II. Совместно с Адвенцием Мецским и Франконом Льежским епископ Страсбурга низложили Гюнтера Кёльнского, последнего сторонника Лотаря II. В конце 864 года Ратольд написал Николаю I покаянное письмо, а в следующем году, подобно большинству других ранее поддерживавших короля прелатов, получил прощение папы римского. 3 августа 865 года в Вандресе епископ Страсбурга участвовал в церемонии восстановления Теутберги в правах супруги короля, проведённой под руководством папского легата Арсения.
Возможно, отказ папы римского оказать содействие Лотарю II повлиял на отношение Ратольда к этому монарху, и с середины 860-х годом епископ Страсбурга сблизился с королевским двором Людовика II Немецкого. Так, 16 мая 868 года Ратольд участвовал в синоде прелатов Восточно-Франкского государства в Вормсе, на котором обсуждались вопросы церковной дисциплины. Здесь же он засвидетельствовал дарственную хартию, данную архиепископом Лиутбертом Майнцским аббатству в Нойенхерзе.
После смерти Лотаря II 8 августа 869 года владения скончавшегося монарха были разделены между Людовиком II Немецким и Карлом II Лысым. Ратольд содействовал, чтобы в следующем году по Мерсенскому договору Страсбургская епархия была включена в состав Восточно-Франкского государства.
11 и 12 июня 873 года Ратольд снова получил от Людовика II Немецкого две хартии, подтверждавшие все привилегии, полученные Страсбургской епархией от предыдущих франкских королей. Поводом для издания этих документов стало уничтожение их протографов во время большого пожара в Страсбурге. Кроме уже существовавших, епархии Ратольда были дарованы и новые привилегии, в том числе, епископ получил право изготовлять в Страсбурге монеты со своей монограммой.
Ко временам Ратольда относится составление наиболее раннего из сохранившихся списков глав Страсбургской архиепархии. Долгое время считалось, что этот написанный гекзаметром текст был создан при епископе Эркенбальде во второй половине X века. Однако сейчас установлено, что он составлен веком ранее, и его автором, скорее всего, был Гримольд. Последним из епископов в этом списке упомянут сам Ратольд, который «разными богатствами украсил эти места».
Ратольд умер 21 ноября 874 года. Вероятно, именно о его смерти, а не о кончине одноимённого епископа Вероны сообщается в «Аламаннских анналах». Преемником Ратольда в Страсбургской епархии был Регинхард.
Страсбургский епископ Эркенбальд, известный как автор нескольких стихотворений, посвятил одно из них Ратольду. В том числе, в нём упоминается, что благодаря своему благочестию Ратольд значительно увеличил богатство своей епархии.
Хотя известны несколько изображений, представлявших Ратольда в виде святого (например, на витраже Страсбургского собора), он никогда не был даже беатифицирован. Тем не менее, в средневековье его почитали в монастырях Вайссенбург, Райхенау и Санкт-Галлен. Запись о смерти Ратольда, содержащаяся в диптихе из Мюнстерского аббатства, не относится к епископу Страсбурга.

## Комментарии
1. ↑  Точная дата восстановления Эббона в епископском сане не установлена. В качестве возможных дат называются июнь (24 июня[5][10]) или август[2][6]. Также иногда годом возвращения Эббону архиепископского сана называют 841 год[11].